# 杭州（武林）中央商务区

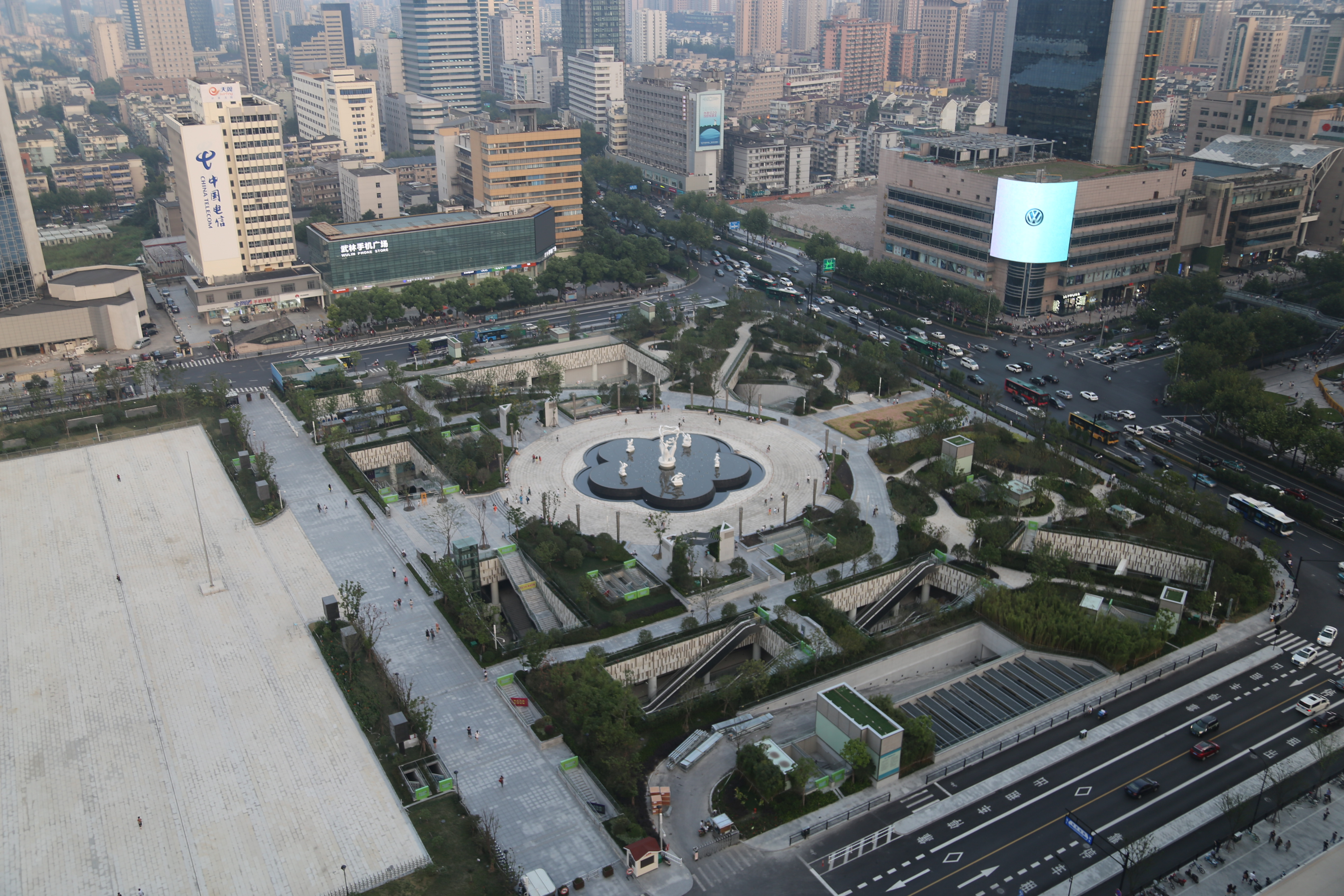
武林广场

杭州（武林）中央商务区地处杭州市拱墅区（原来是下城区），是在市场自发形成基础上由中國政府推动建设的区域性中央商务区。为杭州最传统的中央商务区之一。第一財經周刊下的新一線城市研究所往往將湖濱也納入杭州傳統CBD的範疇，稱作「武林-湖濱商圈」。

## 地理
武林CBD，南起庆春路，北到文晖路，东临中河北路、上塘路，西至武林路、环城北路转接京杭大运河，规划面积2.5km²。

## 历史

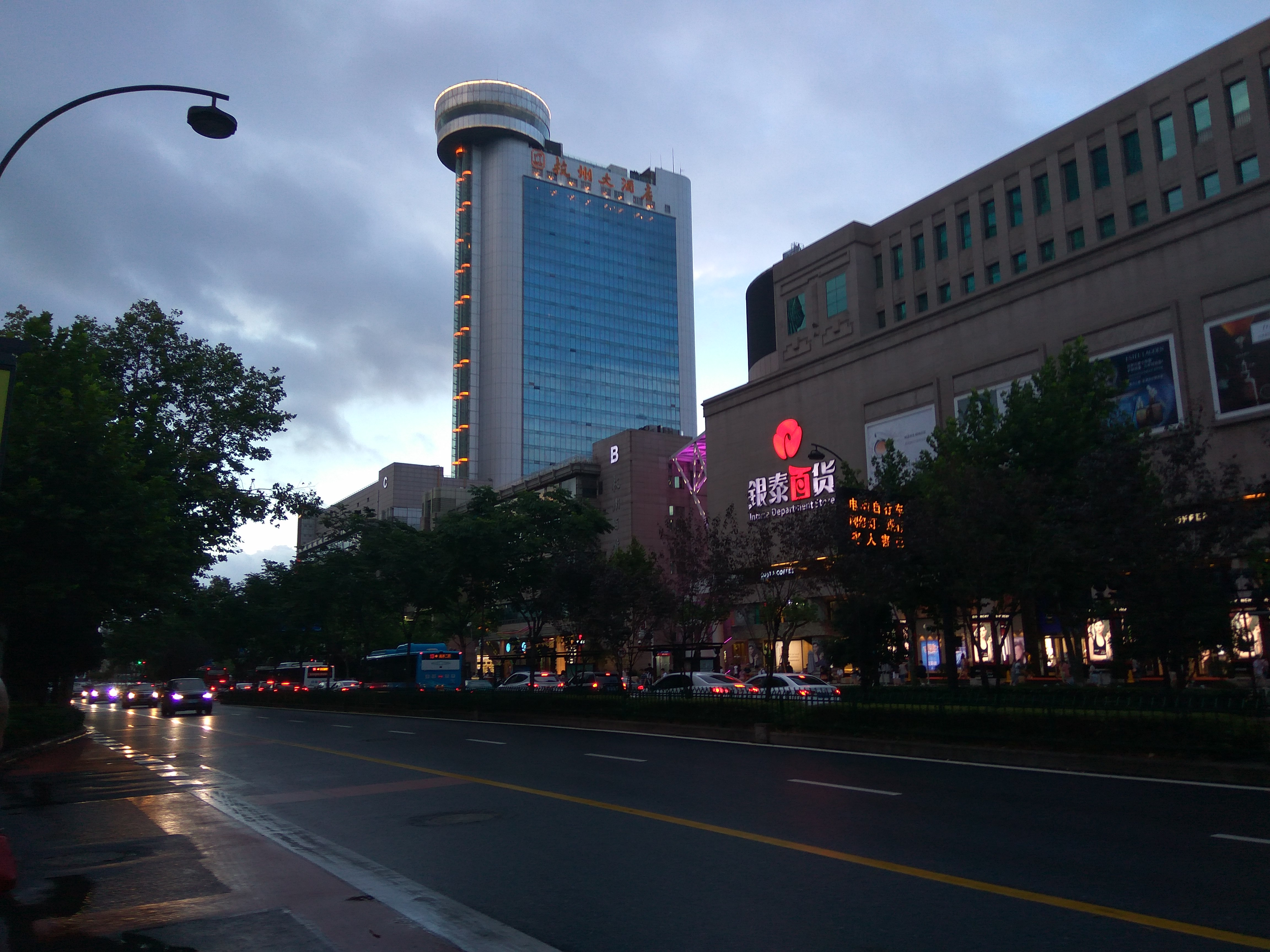
武林银泰与杭州大酒店，2016年

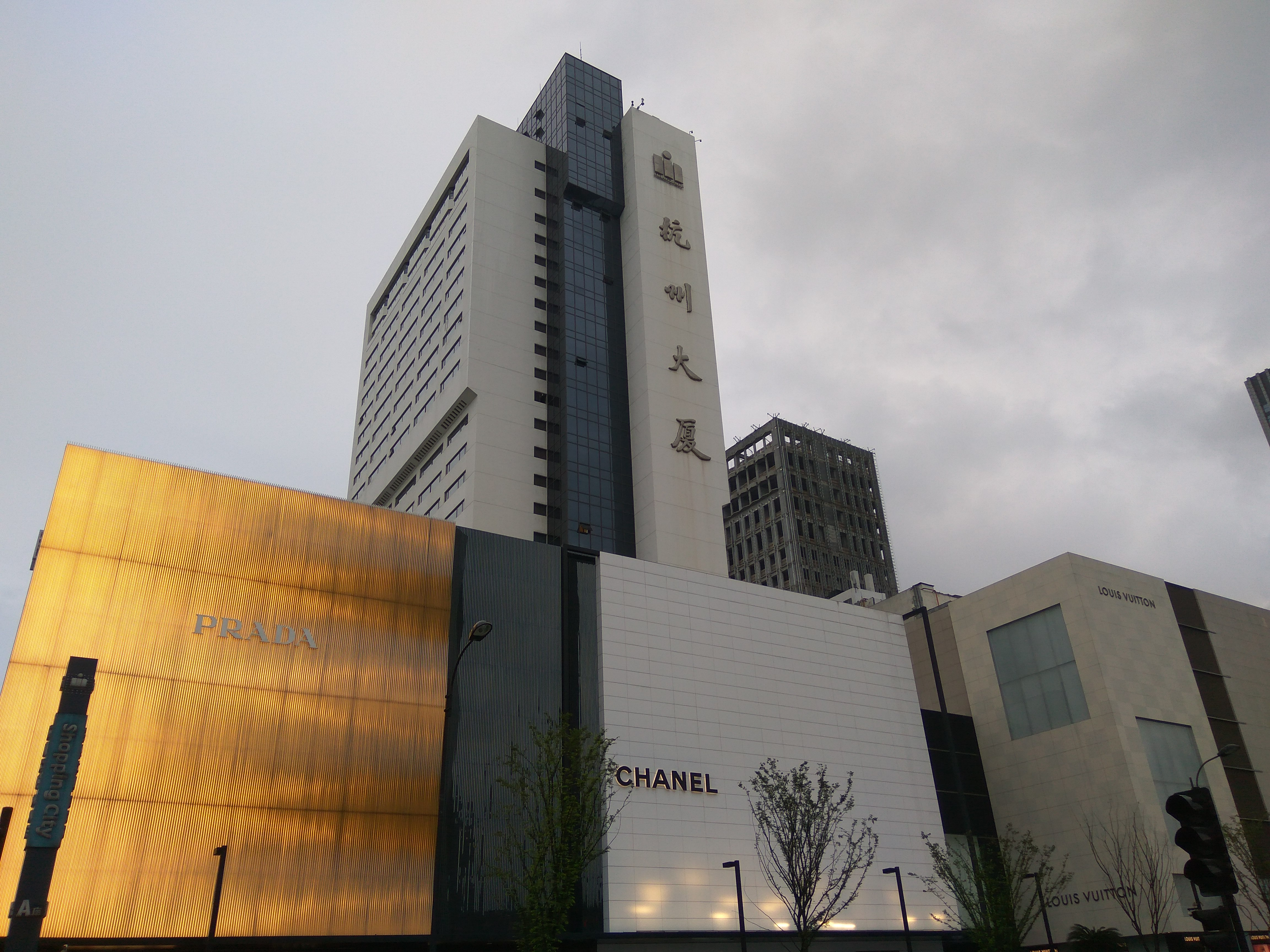
杭州大厦，2016年

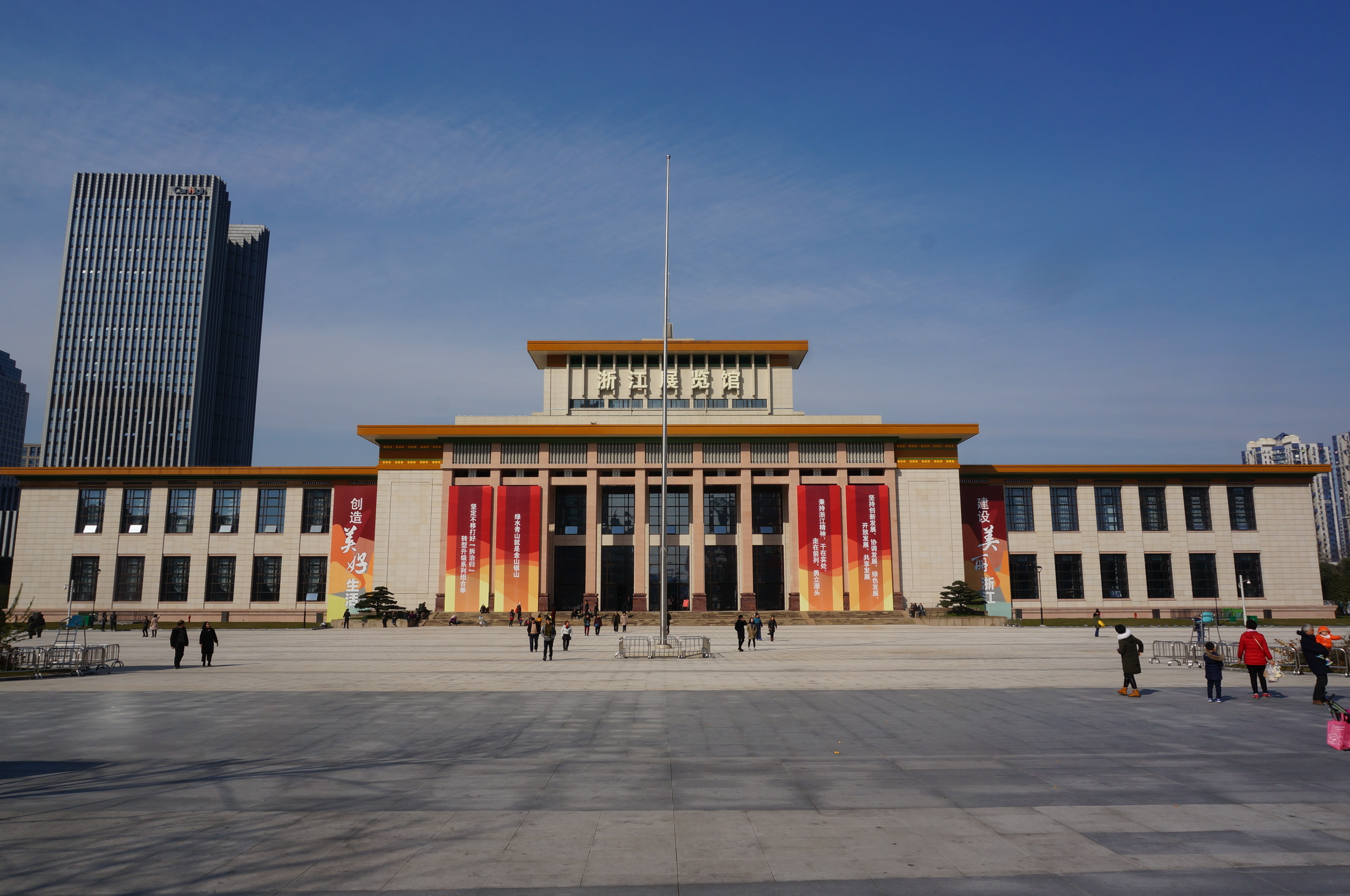
浙江展览馆，2017年

- 1969年，毛泽东思想胜利万岁展览馆（现浙江省展览馆），和红太阳广场（现武林广场）建成，为武林商圈的成型奠定了重要基础。[3]
- 1978年，浙江展览馆成立，红太阳广场改名为武林广场。
- 1978年，杭州剧院建成。
- 1984年9月26日，武林广场中央的喷水池建成并开始表演。[4]
- 1988年8月8日，杭州工业大厦（现杭州大厦）正式开张。[5]
- 1988年，杭州国际大厦（现为国大城市广场）开业。[6]
- 1993年9月，杭州大厦购物城开业。
- 1998年11月，银泰百货武林店开业，是银泰百货的第一家门店。[7]
- 1999年12月，杭州国大雷迪森广场酒店开业。
- 2000年，杭州剧院改扩建。
- 2001年，杭州大酒店开张。[8]
- 2003年2月，杭州市下城区委、区政府提出了「全力打造中央商务区，全面推进下城现代化」战略，武林CBD建设工程正式启动。 （页面存档备份，存于）
- 2007年，下城区委、区政府提出构筑「南有CBD，北有新天地」发展新格局，武林CBD进入「品牌化建设」新阶段。
- 2008年9月，地铁武林广场站开工，武林广场全部关闭并拆除。[9]
- 2010年12月29日，国大城市广场开工。[10]
- 2012年11月24日，地铁1号线武林广场站开通运营。
- 2016年5月，武林广场喷水池重新建成，新建成的喷水池结构与之前有所不同。
- 2017年5月27日，国大城市广场开业[11]。
- 2017年9月，杭州中心开工建设。
- 2019年9月17日，杭州恒隆广场开工建设。计划2024年起陆续完工。
- 2023年12月24日，杭州中心开业[12]。

## 主要建筑
- 浙江省展览馆
- 武林广场
- 杭州大厦
- 杭州百货大楼
- 银泰百货
- 杭州国大雷迪森广场酒店
- 电信大楼
- 浙江省科协大楼
- 杭州剧院
- 杭州大厦中央商城
- 国大城市广场
- 杭州大酒店
- 武林手机广场
- 杭州中心
- 杭州恒隆广场（建设中）

## 交通
- 公交站点：
- 地铁1号线武林广场站